# Wyższe Seminarium Duchowne w Ełku
Wyższe Seminarium Duchowne w Ełku – seminarium duchowne diecezji ełckiej Kościoła rzymskokatolickiego.
Wyższe Seminarium Duchowne w Ełku zostało erygowane w 1992 r. przez bp. Wojciecha Ziembę w Wielki Czwartek 1992 r. Mieści się w zabytkowej kamienicy z początku XX wieku przy ul. Kościuszki. W 1995 r. uroczyście otwarto i poświęcono seminaryjną kaplicę. W siedzibie seminarium odbywają się liczne spotkania i konferencje np. sympozjum nt. książki Jana Pawła II „Przekroczyć próg nadziei” oraz sesja naukowa nt. książki bp. Bohdana Bejze pod hasłem „Jak dziś mówić o Bogu?”. W ramach Konwersatorium Środowisk Akademickich Diecezji Ełckiej w 2005 r. miało miejsce sympozjum „Kultura jako czynnik integracji społecznej”.

## Rektorzy
- 1992–1993 ks. dr Włodzimierz Wielgat
- 1993–2002 ks. dr Roman Forycki SAC
- 2002–2009 ks. dr Wojciech Kalinowski
- 2009–2010 ks. dr Karol Bujnowski
- 2010–2013 ks. dr Andrzej Jaśko
- 2013–2021 ks. dr Antoni Skowroński
- od 1 sierpnia 2021 r. ks. dr Marcin Sieńkowski